# 1314
Năm 1314 (Số La Mã: MCCCXIV) là một năm thường bắt đầu vào thứ Ba trong lịch Julius.